# Campionati francesi di ski cross 2022
I Campionati francesi di ski cross 2022 si sono svolti a Les Contamines-Montjoie il 23 marzo.
Trattandosi di competizioni valide anche ai fini del punteggio FIS, vi hanno partecipato anche sciatori di altre federazioni, senza che questo consentisse loro di concorrere al titolo nazionale francese.

## Risultati

### Uomini
| Pos. | Atleta                    | Nazione     |
| ---- | ------------------------- | ----------- |
| 1    | Oliver Davies             | Regno Unito |
| 2    | Morgan Guipponi Barfety   | Francia     |
| 3    | Jean-Frédéric Chapuis     | Austria     |
| 4    | Youri Duplessis Kergomard | Francia     |

### Donne
| Pos. | Atleta                     | Nazione |
| ---- | -------------------------- | ------- |
| 1    | Jade Grillet-Aubert        | Francia |
| 2    | Tifenn Miorcec De Kerdanet | Francia |
| 3    | Linnea Mobaerg             | Svezia  |
| 4    | Mila Chaput                | Francia |